# 泉州公交601路
泉州公交601路是中华人民共和国泉州市境内的一条公共交通线路，全程12.5公里。起讫点为清源山至泉州北附中学，运营时间为清源山：6:50-19:00；泉州北附中学：6:20-18:40

## 历史
- 2000年7月22日，泉州公交发展有限公司（公交集团前身）开通601路旅游专线。初期运营区间为清源山-游乐园。[2][3]。初期运营时间为6:30-17:32[4]，票价为分段计价¥2.0/人。使用车辆为8部华夏AC6700DQ型无空调汽油客车。
- 2004年4月28日，601路启用无人售票制度，票价调整为一票制¥2.0/人。并于当日自游乐园延伸至晋江二中，运营时间调整为6:10-18:00[5]
- 2005年9月30日，因泉州大桥南立交建设需要，601路改道途径顺济新桥、泉安北路、凤池路至晋江二中[6][7]
- 2007年7月12日，泉州大桥南立交建设完成。601路恢复途径泉州大桥-南迎宾大道-德泰路运行
- 2007年7月18日，601路调整至清濛供电公司始发终到[8]，同时由一分公司转为隶属于四分公司
- 2007年12月18日，因泉州大桥北桥头实行单向循环，601路往清源山方向改为途径宝洲街、田安南路、泉秀街至温陵南路行驶
- 2008年5月25日，因南迎宾大道人行下穿道施工需要，601路再次调整为途径泉安北路-凤池路-吉泰路至终点清濛供电公司[9]
- 2009年10月，601路更换为27路、44路等线路退下的12部华夏AC6750Q型汽油无空调客车，原有AC6700DQ退役
- 2010年9月20日，601路终点站调整至北师大附中始发终到，并取消温陵南路以南所有原有途径路段、站点[10]
- 2010年11月，601路更换为12部福达FZ6890UF3G3型柴油空调公交车
- 2012年7月12日，因泉州大桥北桥头取消单向循环，601路取消途径温陵南路、宝洲街、田安南路。改为双向途径泉秀街[11]
- 2013年1月，因老城区实行排放绿标区，划拨601路4部FZ6890UF3G3至16（现K603路），601则接手自16路退下的4部亚星JS6880C93H型柴油空调公交车
- 2013年8月12日，601路车场随第四分公司（后更名为城东公司）自公交云谷站搬迁至城东场站。但运营起讫点不变[12]
- 2015年12月，601路更换为12部西虎QAC6100HEVG8型插电式柴电混合动力空调客车
- 2017年3月17日，因开元寺遗产点周边环境整治需要，601路取消途径西街、培元中学，改为途径中山北路、北门街、城北路至西湖小区后原线行驶[13]
- 2017年5月1日，601路取消途径中山北路、北门街、城北路，恢复途径西街、新华北路。
- 2017年7月1日，因西街东段将实行分时段交通管制。601路取消途径西街、新华北路。恢复途径中山北路、北门街、城北路至西湖小区原线行驶。[14][15]
- 2017年7月20日，601路票价由一票制¥2.0降为一票制¥1.0[16][17]
- 2017年9月28日，因泉州古城提升改造及城市双修的要求，601路自该日起，取消途径百源路、打锡街、中山中路、中山北路、北门街、城北路。改为途径涂门街、新门街、新华北路至新华北路后原线行驶。[18]
- 2018年11月，601路接手并增加自K604路退下的1部QAC6100HEVG8，配车数增加至13部
- 2019年7月，601路接手并增加自K205路退下的2部金旅XML6105JHEVG5CN2，配车数增加至15部
- 2019年10月1日，601路全线更换为12部金旅XML6855JEVW0C及2部大金龙XMQ6802AGBEVL2，原有13部QAC6100HEVG8及2部XML6105JHEVG5CN2退下封存。
- 2020年1月1日，601路全线换回12部西虎QAC6100HEVG8，原配12部XML6855JEVW0C及2部XMQ6802AGBEVL2退至3路、K308路、K604路等用以增加运能。
- 2022年3月16日，因疫情防控要求暂停中心市区范围内所有公交线路运营。601路自当日首班起暂停运营至4月15日。[19]
- 2022年4月16日，601路恢复运营，临时取消停靠浦西路口、刺桐路口、客运中心站南门等站点，运营时间临时调整为北师大附中7:30-18:30、清源山风景区8:30-17:30。[20]
- 2022年4月18日，601路恢复停靠客运中心站南门、刺桐路口、浦西路口等站，运营时间恢复为清源山6:50-19:00、北师大附中6:20-18:40[21]
- 2022年10月1日，因K205路车辆更换需要，601路互换12部QAC6100HEVG8至K205路，并更换自K205路11部、K308路2部，共计13部XML6855JEVW0C。
- 2023年2月25日，因津淮街东段道路改造，601路自该日起临时取消途径北师大附中站，改为缩短至云鹿路云山小学站始发终到至5月28日，其它不变。[22]
- 2023年5月29日，601路自该日起恢复至北师大附中始发终到，取消途径云山小学。[23]
- 2023年9月25日，原北师大附中更名为泉州北附中学站。[24]
- 2024年7月5日，因新门-涂门街污水干管建设工程施工。601路自该日双向临时取消途径新门街头、涂门街。改为途径壕沟墘、庄府巷、打锡街、九一街、温陵北路至海关大楼站后原线行驶，并双向增停鲤城区政府、九一街、温陵路中段等站，其它不变。[25]
- 2025年1月6日，601路恢复途径新门街头、涂门街。取消途径壕沟墘、庄府巷、打锡街、九一街、温陵北路。[26]

## 站点
| 路线 | 路线 | 路线 | 所在地区、街道 | 所在地区、街道 | 站点名         | 备注                     |
| ---- | ---- | ---- | -------------- | -------------- | -------------- | ------------------------ |
|      |      |      | 丰泽区         | 泉山路         | 清源山         | 起讫站                   |
|      |      |      | 丰泽区         | 泉山路         | 清源山风景区   | 910医院路口              |
|      |      |      | 丰泽区         | 泉山路         | 花园头         |                          |
|      |      |      | 丰泽区         | 泉山路         | 泉州木偶剧院   | 泉州歌舞剧院 原名 花博园 |
|      |      |      | 丰泽区         | 北清东路       | 清源街道办事处 |                          |
|      |      |      | 丰泽区         | 北清东路       | 闽台缘博物馆   | 西湖公园北门             |
|      |      |      | 丰泽区         | 北清东路       | 泉州博物馆     |                          |
|      |      |      | 丰泽区         | 新华北路       | 西湖公园       | 西湖公园始末站           |
|      |      |      | 丰泽区         | 新华北路       | 邮电公寓       |                          |
|      |      |      | 丰泽区         | 新华北路       | 建南花园       |                          |
|      |      |      | 丰泽区         | 新华北路       | 新华小区       |                          |
|      |      |      | 丰泽区         | 新华北路       | 西湖小区       |                          |
|      |      |      | 鲤城区         | 新华北路       | 培元中学       |                          |
|      |      |      | 鲤城区         | 新华北路       | 开元寺西门     |                          |
|      |      |      | 鲤城区         | 新华北路       | 省五建         |                          |
|      |      |      | 鲤城区         | 新门街         | 新门菜市       |                          |
|      |      |      | 鲤城区         | 新门街         | 新门街头       |                          |
|      |      |      | 鲤城区         | 涂门街         | 府文庙         |                          |
|      |      |      | 鲤城区         | 涂门街         | 关帝庙         | 清净寺                   |
|      |      |      | 鲤城区         | 涂门街         | 棋盘园         |                          |
|      |      |      | 鲤城区         | 温陵南路       | 海关大楼       |                          |
|      |      |      | 丰泽区         | 泉秀街         | 泉秀街西段     | 原名 泉州汽车站北门      |
|      |      |      | 丰泽区         | 泉秀街         | 浦西路口       | 原名 海峡银行            |
|      |      |      | 丰泽区         | 泉秀街         | 刺桐路口       |                          |
|      |      |      | 丰泽区         | 泉秀街         | 客运中心站南门 | 原名 沉洲路口            |
|      |      |      | 丰泽区         | 泉秀街         | 金帝花园       | 原名 成洲工业区          |
|      |      |      | 丰泽区         | 云鹿路         | 云鹿路口       |                          |
|      |      |      | 丰泽区         | 云鹿路         | 云山小学       | 原名 瑞士花园            |
|      |      |      | 丰泽区         | 津淮街         | 泉州北附中学   | 起讫站 原名 北师大附中   |

## 票价
601路计价方式为一票制，票价¥1.0。
- 泉通卡普通卡9折，月票卡、敬老卡、爱心卡有效
- 可使用泉城通APP及支付宝、云闪付、微信乘车码支付

## 配车
601路配车数总计13部，其中：
- 金旅XML6855JEVW0C 13部

- 福达FZ6890UF3G3
（2010.11 - 2015.12）
- 西虎QAC6100HEVG8
（2015.12 - 2019.09 / 2020.1 - 2022.9）
- 金旅XML6105JHEVG5CN2
（2019.07 - 2019.09 / 2020.8 - 2022.9）
- 金旅XML6855JEVW0C
（2019.10 - 2019.12 / 2022.10 - ）
- 大金龙XMQ6802AGBEVL2
（2019.10 - 2019.12）

## 相关
- 泉州公交线路列表